# Dia (группа)
DIA (/ daɪə /; кор. 다이아; сокращенно от DIAMOND и акроним от Do It Amazing) — южнокорейская гёрл-группа, сформированная в 2015 году компанией MBK Entertainment. Группа состоит из семи участниц: Юнис, Джуын, Хихён, Йебин, Чэён, Ынчэ и Соми. Дебют состоялся 17 сентября  2015 года с альбомом Do It Amazing.
В марте 2016 года MBK Entertainment объявило, что Ынчэ присоединится к составу группы. В апреле стало известно, что лидер группы Сынхи покидает агентство по причине истечения срока её контракта. В апреле 2017 года было объявлено, что к группе присоединятся ещё две участницы, Соми и Джуын. Ынджин покинула  группу в мае 2018 года. В июле 2019 года группу покинула Дженни по состоянию здоровья. Соми покинула группу в январе 2022 года, решив расторгнуть свой эксклюзивный контракт. В настоящее время группа находится в бессрочном перерыве, чтобы сосредоточиться на своей сольной деятельности.

## История

### Предебют
В феврале 2015 года MBK Entertainment объявило о формировании новой женской группы. Изначально компания планировала, что кандидатки на дебют будут отобраны через шоу на выживание, благодаря которому общественность сможет ознакомиться с потенциальными участницами.
MBK Entertainment представили первых участниц шоу — Кэти (Хихён), Ынджин, Ким Минхён. Но позже последняя покинула проект по личным причинам, поэтому Мун Сыльги и Чеён были добавлены на её место. 10 февраля Ким Дани присоединилась к проекту, и агентство объявило название программы — «T-ara’s Little Sister Girl Group». Также подтвердили, что Сынхи присоединяется к составу. Первоначально она дебютировала в качестве членов F-ve Dolls в 2013 году, однако она ушла через два года, когда группа распалась. В июне MBK объявило о том, что они отменили свои планы в отношении шоу на выживание. Последние три участницы, Ебин, Юнис и Дженни, были представлены публике, и группа под названием «DIA» была назначена на дебют в августе. MBK анонсировало состав с шестью участниками: Юнис, Кэти, Дженни, Ебин, Ынджин и Чеён. Сынхи присоединилась к составу перед самим дебютом.

### 2015: Дебют сDo It Amazing

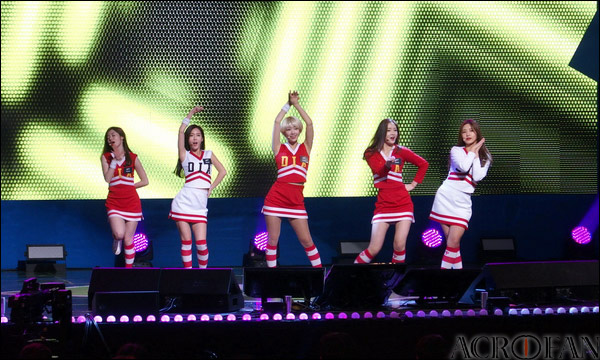
DIA на выступлении 24 декабря, 2015 года.

14 сентября 2015 года DIA выпустили свой дебютный альбом Do It Amazing. В тот же день был выпущен видеоклип на их сингл «Somehow». Их первое официальное публичное выступление состоялось также 14 сентября, когда группа выступила с демонстрацией в Художественном зале Ilchi в Сеуле. Они официально дебютировали на музыкальной программе M! Countdown 17 сентября 2015 года. 19 октября DIA выпустили видеоклип на песню «My Friend’s Boyfriend», ещё одну песню с их дебютного альбома, а также продолжили продвижение новой песне на музыкальных сценах. 17 декабря Кэти и Чеён были объявлены временно выведенными из состава группы, по причине того, что участницы решили участвовать в проекте по выбору участниц в новую женскую группу шоу Produce 101. Было анонсировано, что и Кэти, и Чеён прослушивались и подписали контракты с шоу до официального дебюта DIA. Сообщалось, что в настоящее время группа продолжает продвигать свою деятельность в качестве группы из пяти человек. После исключения в эпизоде № 11, Кэти возобновила свою деятельность с группой. Чеён заняла седьмое место в заключительном эпизоде, который предоставил ей вход в состав I.O.I. Она продолжила свой перерыв в течение десяти месяцев, чтобы закончить деятельность с I.O.I, проектная группа дебютировала в мае.

### 2016: Изменение состава,Happy Ending,Spell, первый концерт и саб-юнит
7 марта MBK Entertainment объявило о добавлении новой участницы Ынче (настоящее имя: Квон Чэвон) и подтвердили, что в настоящее время группа готовится к возвращению на сцену.
13 апреля MBK Entertainment сообщило о том, что контракт с Сынхи истечёт 30 апреля, а позже выяснилось, что она не планирует его продлевать.
11 мая MBK Entertainment позже объявило, что Чеён и Кэти вернутся в группу для предстоящего возвращения. Было подтверждено, что Кэти хочет сменить свое сценическое имя на настоящее — Хихён, а Чевон на Ынче для будущих промоакций.
Первый мини-альбом DIA Happy Ending был выпущен 14 июня. В тот же день группа также выпустила видеоклип на сингл «On The Road», а 16 июня вернулись на сцену M! Countdown.
11 августа, MBK Entertainment выпустило тизер для их тематического камбека о Гарри Поттере. Группа провела презентацию для своего второго мини-альбома Spell на Blue Square Samsung Card Hall 12 сентября. Заглавная песня «Mr. Potter» и мини-альбом были доступны для цифровой покупки 13 сентября, а физической покупки — 21 сентября.
8 декабря DIA объявили о своем первом концерте First Miracle 24 и 25 декабря. 27 декабря 2016 года MBK Entertainment анонсировало, что DIA выпустит специальный цифровой альбом First Miracle DIAID Ⅰ, Ⅱ. Группа была разделена на две подгруппы «А» и «В». Подгруппа «BinChaenHyunSeu» состояла из Ебин, Чеён, Хихён, Юнис, а 29 декабря вышла песня «You Are The Moon and Earth». Подгруппа B «L.U.B.» (Сокращенно от «Lovely Unit B») состояла из Дженни, Ынджин, Ынче и выпустила песню «13/32» 31 декабря. Обе подгруппы выступали на музыкальных шоу в январе 2017 года., и в Апреле Сынхи официально покинула группу .

### 2017: Изменение состава,YOLOиLove Generation

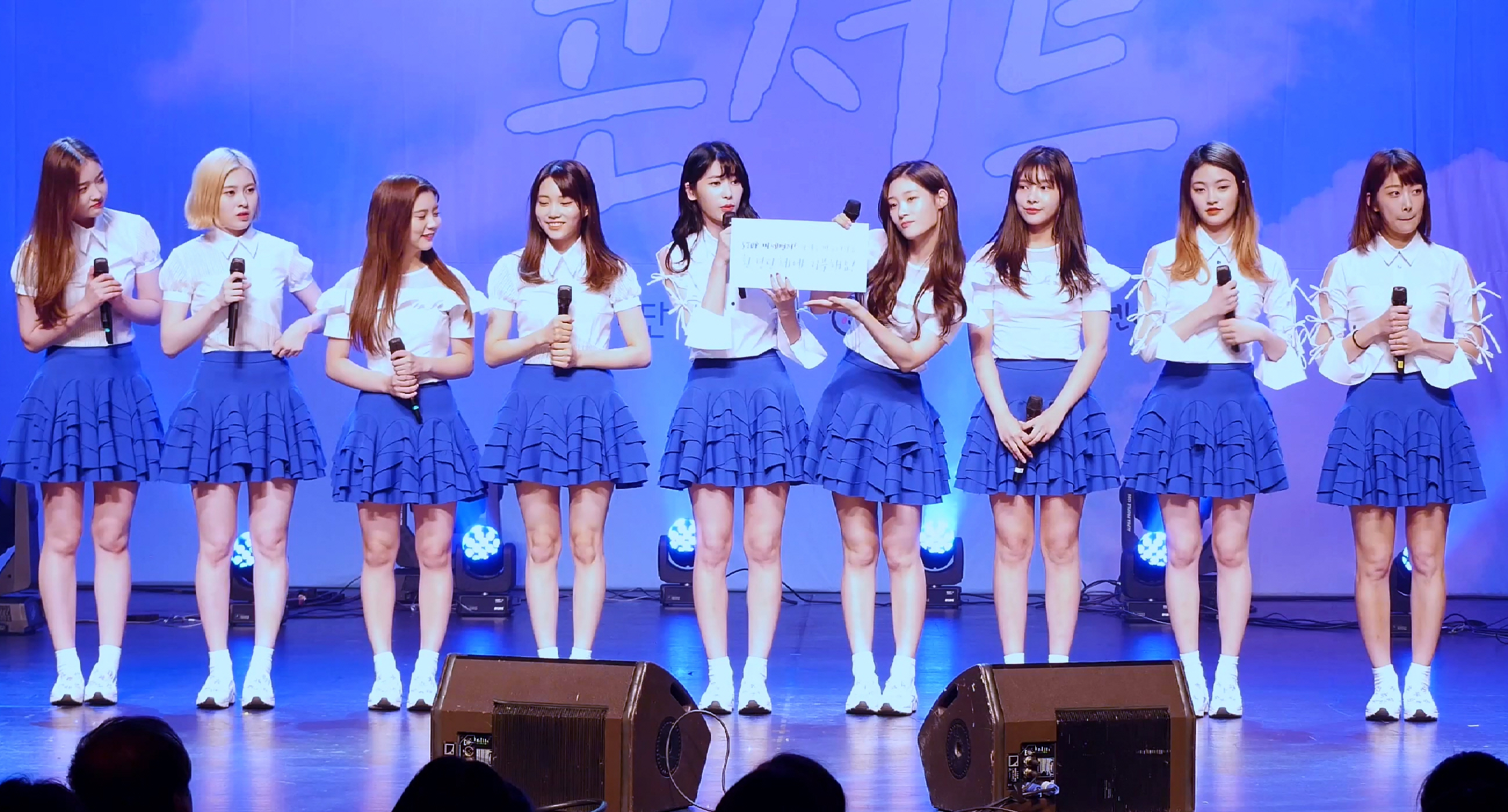
DIA 16 июня 2017 года.

6 апреля группа выпустили предварительный сингл под названием «You Are My Flower», в котором участвовали Ким Ён Чжа и Хон Джин Ён. Реалити-шоу DIA начало выходить в эфир 9 апреля по телеканалу Onstyle, через несколько дней после того, как были объявлены два новых участницы, Джуын и Соми. 19 апреля вышел второй студийный альбом группы YOLO. Альбом содержит четырнадцать треков, с заглавным синглом «Will You Go Out with Me?».
Третий мини-альбом DIA под названием Love Generation был позже выпущен 22 августа 2017 года. Альбом состоит из двенадцати треков, с заглавным синглом «Can't Stop». [20] 12 октября вышло переиздание Love Generation под названием Present. В него вошли песни из первого, а также четыре новые песни с заглавной песней «Good Night».

### 2018: Уход Ынджи иSummer Ade

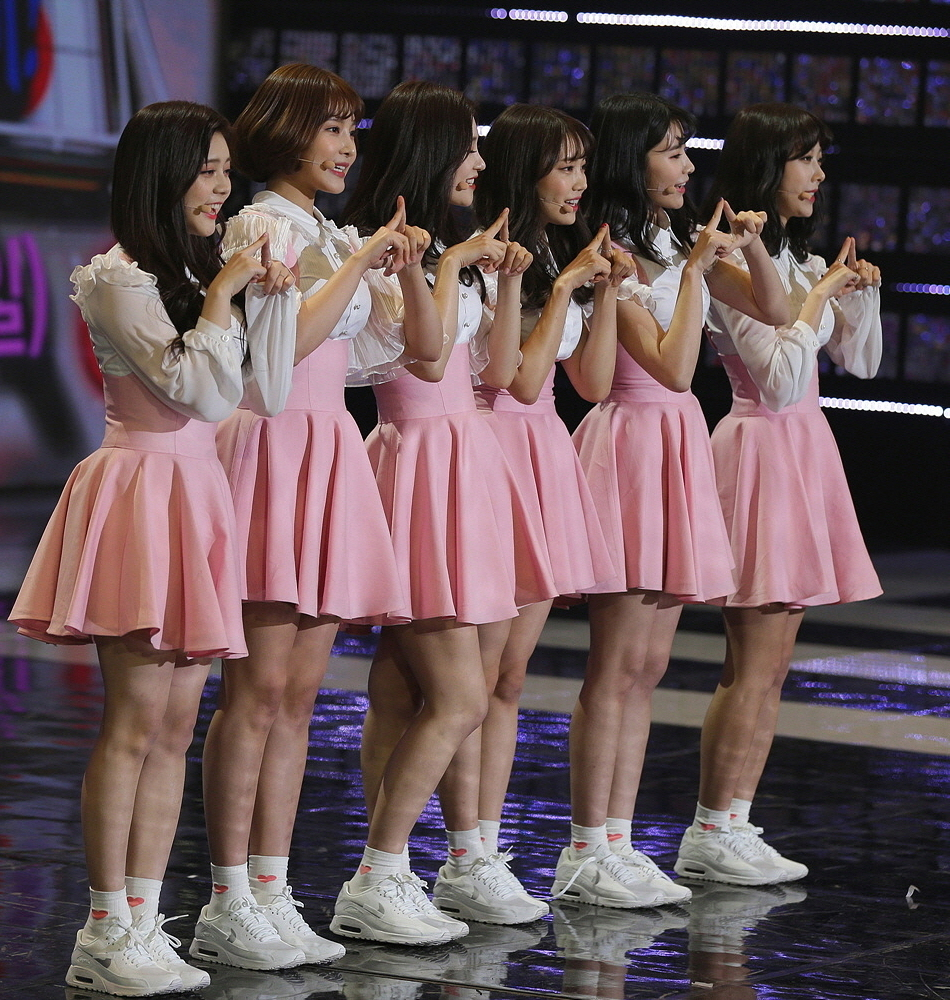
DIA 30 января 2018 года.

На 7 мая 2018 года, Ынджи объявила о своем уходе из группы, сославшись на проблемы со здоровьем. 9 июня 2018 года сообщалось, что DIA вернутся 5 июля 2018 года. Ранее было объявлено, что группа вернется в апреле с треком, выпущенным Shinsadong Tiger.  В день предполагаемого выпуска альбома MBK Entertainment выпустила официальное заявление, объявляющее и извиняющееся за его отсрочку, говоря, что он должен был быть выпущен 18 июля, но этого не произошло, с компанией, утверждающей, что отсрочки должны были обеспечить высококачественный материал.
DIA выпустили свой четвёртый мини-альбом Summer Ade 9 августа 2018 года с заглавным треком «Woo Woo». 14 августа группа получила свою первую победу на музыкальном шоу The Show.

### 2019–2022:Newtro, уходы Дженни и Соми,Flower 4 Seasonsи перерыв
19 марта 2019 года DIA выпустили свой пятый мини-альбом под названием Newtro, после предыдущих отчетов о выпуске 28 и 21 марта. До подтверждения сообщалось, что группа вернется 7 ноября 2018 года с «Bo Peep Bo Peep 2.0» производства Shinsadong Tiger. Однако, ничего не вышло. 20 февраля MBK Entertainment подтвердила как возвращение DIA, так и производство сингла, которым занимается Shinsadong Tiger. Альбом является первым релизом без Дженни которая покинула группу из-за травмы колена. 6 июля MBK Entertainment подтвердила, что Дженни покинула группу из-за проблем со здоровьем.
25 мая 2020 года стало известно, что 10 июня DIA вернутся со своим шестым мини-альбомом Flower 4 Seasons. Позднее MBK подтвердил, что группа будет продвигаться с пятью участниками без Чэён и Соми.
12 ноября было объявлено, что группа вернется в январе 2021 года, хотя это так и не было ничего выпущено.
9 января 2022 года PocketDol подтвердили, что Соми расторгла свой контракт и покинула DIA.
11 мая было объявлено, что DIA выпустят свой последний альбом в августе, прежде чем контракт группы закончится. Позже было подтверждено, что группа готовится к возвращению в августе. Это был бы последний альбом перед окончанием контракта, и велись дискуссии относительно участия Чэен в альбоме.
6 сентября было объявлено, что DIA выпустит свой последний сингл «Rooting for You» 15 сентября. Позже в тот же день выпуск сингла был перенесен на 14 сентября, чтобы совпасть с 7-й годовщиной дебюта группы. Первоначально планировалось, что группа выступит на музыкальных программах, но они были отменены после того, как участница Чэен получила травму. Йебин подчеркнула, что, несмотря на то, что контракты DIA истекают, группа не будет распадаться, и они по-прежнему будут группой для совместного продвижения и выпуска альбомов.

## Участницы
| Сценический псевдоним | Сценический псевдоним | Настоящее имя | Настоящее имя | Дата рождения | Позиция в группе                                     |
| Основной              | Другой                | На русском    | Хангыль       | Дата рождения | Позиция в группе                                     |
| --------------------- | --------------------- | ------------- | ------------- | ------------- | ---------------------------------------------------- |
| Хихён                 | Huihyeon              | Ки Хи Хён     | 기희현        | 16.06.1995    | Лидер, главный рэпер, главный танцор, саб-вокалистка |
| Юнис                  | Eunice                | Хо Су Ён      | 허수연        | 02.09.1991    | Главная вокалистка, главный танцор                   |
| Джуён                 | Jooeun                | Ли Джу Ён     | 이주은        | 07.06.1995    | Главная вокалистка                                   |
| Ебин                  | Yebin                 | Пак Е Бин     | 백예빈        | 13.07.1997    | Главная вокалистка                                   |
| Чэён                  | Chaeyeon              | Чон Чэ Ён     | 정채연        | 01.12.1997    | Ведущий рэпер, саб-вокалистка, вижуал                |
| Ынчэ                  | Eunchae               | Квон Чхэ Вон  | 권채원        | 26.05.1999    | Ведущая вокалистка, ведущий танцор, макнэ            |

### Бывшие участницы
| Сценический псевдоним | Сценический псевдоним | Настоящее имя | Настоящее имя | Дата рождения | Позиция в группе                              |
| Основной              | Другой                | На русском    | Хангыль       | Дата рождения | Позиция в группе                              |
| --------------------- | --------------------- | ------------- | ------------- | ------------- | --------------------------------------------- |
| Сынхи                 | Seunghee              | Чо Сын Хи     | 조승희        | 03.06.1991    | Лидер, главная вокалистка                     |
| Ынчжин                | Eunjin                | Ан Ын Чжин    | 안은진        | 31.08.1997    | Главный танцор, ведущий рэпер, саб-вокалистка |
| Дженни                | Jenny                 | Ли Со Юль     | 이소율        | 14.09.1996    | Саб-вокалистка, вижуал                        |
| Соми                  | Somyi                 | Ан Со Ми      | 안솜이        | 26.01.2000    | Ведущая вокалистка, макнэ                     |

### Саб-юниты
- BinChaenHyunSeuS (кор. 빈챈현스S) – Ебин, Чэён, Хихён, Юнис, Соми[21]
- L.U.B – Джуын, Ынчэ[21]

## Дискография

### Студийные альбомы
- Do It Amazing (2015)
- YOLO (2017)

### Мини-альбомы
- Happy Ending (2016)
- Spell (2016)
- Love Generation (2017)
- Summer Ade (2018)
- Newtro (2019)
- Flower 4 Seasons (2020)

## Концерты
- «First Miracle» (декабрь 24 — 25, 2016)
- «On The Record» (2017)

## Награды и номинации

### Gaon Chart K-Pop Awards
| Год  | Категория              | Реципиент | Результат    |
| ---- | ---------------------- | --------- | ------------ |
| 2015 | New Artist of the Year | DIA       | Номинированы |

### Seoul Music Awards
| Год  | Номинируемая работа | Категория            | Результат    |
| ---- | ------------------- | -------------------- | ------------ |
| 2016 | DIA                 | Bonsang Award        | Номинированы |
| 2016 | DIA                 | New Artist Award     | Номинированы |
| 2016 | DIA                 | Popularity Award     | Номинированы |
| 2016 | DIA                 | Hallyu Special Award | Номинированы |
| 2018 | DIA                 | Bonsang Award        | Номинированы |
| 2018 | DIA                 | Popularity Award     | Номинированы |
| 2018 | DIA                 | Hallyu Special Award | Номинированы |

### AfreecaTV BJ Awards
| Год  | Категория           | Реципиент | Результат |
| ---- | ------------------- | --------- | --------- |
| 2015 | Special Idol Awards | DIA       | Выиграли  |

### Asia Artist Awards
| Год  | Номинируемая работа | Категория                    | Результат    |
| ---- | ------------------- | ---------------------------- | ------------ |
| 2016 | DIA                 | Most Popular Artist (Singer) | Номинированы |
| 2017 | DIA                 | Rising Star Award            | Выиграли     |

### Korean Culture & Entertainment Awards
| Год  | Категория         | Реципиент | Результат |
| ---- | ----------------- | --------- | --------- |
| 2016 | Kpop Singer Award | DIA       | Выиграли  |

### Soribada Best K-Music Awards
| Год  | Номинируемая работа | Категория        | Результат    |
| ---- | ------------------- | ---------------- | ------------ |
| 2017 | DIA                 | Photogenic Award | Выиграли     |
| 2017 | DIA                 | Popularity Award | Номинированы |

### Melon Music Awards
| Год  | Номинируемая работа                                       | Категория | Результат    |
| ---- | --------------------------------------------------------- | --------- | ------------ |
| 2017 | "You are My Flower" (Hong Jin Young, DIA and Kim Yeon Ja) | Best Trot | Номинированы |

### SBS MTV "The Show"
| Год  | Номинируемая работа | Категория       | Результат |
| ---- | ------------------- | --------------- | --------- |
| 2018 | Dia WooWa           | The Show Choice | Выиграли  |